# Gallinuloides wyomingensis
Gallinuloides wyomingensis — вимерлий вид куроподібних птахів родини Gallinuloididae. Ці птахи існували в еоцені (48 млн років тому) на території Північної Америки. Повний скелет птаха знайдений у відкладеннях формації Грін Рівер у штаті Вайомінг. Gallinuloides належить до групи птахів, що є базальною відносно інших представників ряду куроподібні.